# コーリン・ロウ
コーリン・ロウ（英: Colin Rowe、1920年3月27日 - 1999年11月5日）は、20世紀後半に活躍したイギリスの建築史家、建築家（都市計画）。  

## 人物
イングランド・ヨークシャー南部のロザラム(Rotherham)に生まれる。1945年リヴァプール大学建築学部卒。1947年まで設計事務所に勤務、同年『理想的ヴィラの数学』を出版。1946年から48年にかけ、ロンドン大学ヴァールブルク研究所に在籍し1948年に美術修士号を取得。
1952年にアメリカに渡り、1953－56年テキサス大学オースティン校で講師として、1957－58年にニューヨーク州イサカのコーネル大学で客員教授として教壇に立った。1958年にイギリスに戻りケンブリッジ大学で建築修士の学位を得て1962年まで同大学で講師を務めた。1962年からコーネル大学建築美術計画学部教授として1990年まで教鞭をとった。
1920年代のル・コルビュジエの作品が歴史上の実例、とりわけパッラディオのヴィッラ（アンドレーア・パッラーディオ設計）から深い影響を受けているのを見抜き論じた最初の人物であり、近代建築を観念史（精神史・文化史）と関連づけた一連の論考で名声を得た。ロウが度々行った16世紀イタリア建築史を中心とする講義の筆記ノートは、建築関係者の間で回覧された程であった。
プリンストン大学やハーヴァード大学など、複数の大学でも客員教授を務めた。晩年はワシントンD.C.に居を定め、過去の論文をまとめ出版（共著を入れると約10冊）、各地で短期間教壇に立った。
1985年に米国建築家協会(American Institute of Architects)よりトパーズ・メダル(Topaz Medallion for Architectural Education)を受賞。1995年にはイギリス王立建築家協会(Royal Institute of British Architects)よりRIBAゴールドメダル（Royal Gold Medal）を受章した。1999年にアメリカバージニア州アーリントンの病院にて没した。

## 著作（日本語訳）
- 『マニエリスムと近代建築　コーリン・ロウ建築論選集』 
原題 The Mathematics of the ideal villa and other essays, 1976
伊東豊雄・松永安光 訳、彰国社、1981年、再版刊
- 『コーリン・ロウは語る　回顧録と著作選』 原題 As I was saying
松永安光監訳、大西伸一郎・漆原弘 訳、鹿島出版会、2001年
- 『コラージュ・シティ』 フレッド・コッター Fred Koetter 共著。渡辺真理 訳
鹿島出版会〈SDライブラリー〉、1992年／改訂版・SD選書、2009年
原著 Collage city、MIT・Press, 1978。コッターは、イェール大学美術・建築学部教授
- 『イタリア十六世紀の建築』 原題 Intalian architecture of the 16th century
レオン・ザトコウスキ Leon Satkowski 共著、稲川直樹訳、六耀社、2006年
※ザトコウスキは1947年生まれ。専攻は建築史、都市史。コーネル大学でコーリン・ロウに師事、ハーヴァード大学で建築修士号と美術史博士号を取得。イタリアフィレンツェのハーヴァード大学付属ヴィッラ・イ・タッティ研究所研究員として赴任滞在。のちミネソタ大学建築学・造園学部教授。
プリンストン大学出版局でヴァザーリ『画家・彫刻家・建築家列伝』に関する研究を刊行している。
「Giorgio Vasari  architect and courtier」 Princeton University Press, 1993